# Tribunal de Justicia Administrativa del Estado de Tabasco
El Tribuna de Justicia Administrativa (TJA) es uno de los órganos constitucionales autónomos del Estado de Tabasco. Es el encargado de impartir justicia en las controversias que se suscitan entre los particulares y los órganos de la administración pública del Estado y los municipios. 
El TJA puede imponer sanciones a servidores públicos del Estado y de los municipios cuando estos incurren en faltas administrativas graves. También finca responsabilidades y el pago de indemnizaciones cuando estas faltas derivan en daños que afectan a la Hacienda Pública Estatal o Municipal o al patrimonio de las entidades públicas del Estado o los municipios. 
El TSJ es parte del Sistema Estatal de Anticorrupción.  

El Tribunal de Justicia Administrativa del Estado de Tabasco es el órgano jurisdiccional, dotado de plena autonomía, encargado de dirimir las controversias que se susciten entre la administración pública, del Estado o de los municipios, y los particulares. La ley establecerá su organización, funcionamiento, procedimientos y, en su caso, recursos contra sus resoluciones. Las resoluciones que emita el Tribunal deberán apegarse a los principios de legalidad, máxima publicidad, respeto a los derechos humanos, verdad material, razonabilidad, proporcionalidad, presunción de inocencia, tipicidad y debido proceso.
Artículo 63 Ter. Constitución Política del Estado de Tabasco.

## Funciones y competencias
Entre las competencias  más importantes del Tribunal están:
- Dirimir las controversias que se suscitan entre la administración pública del Estado o de los municipios y los particulares.
- En el marco de la Ley General de Responsabilidades, es competente para imponer, en los términos que dispone la Ley, las sanciones a los servidores públicos del Estado y de los municipios por faltas administrativas graves y, en su caso, a los particulares que incurran en actos vinculados con este tipo de faltas; así como fincar a los responsables el pago de las indemnizaciones y sanciones pecuniarias que deriven de los daños y perjuicios que afecten a la Hacienda Pública Estatal o Municipal o al patrimonio de los entes públicos estatales o municipales.
- Las sentencias definitivas que emiten las Salas del Tribunal de Justicia Administrativa pueden ser impugnadas por las partes en las controversias, por el Órgano Superior de Fiscalización, por la Secretaría de Contraloría o por los Órganos internos de control correspondientes, así como por los servidores públicos o particulares involucrados,

## Organización
El Tribunal se integra por:
1. Una Sala Superior
2. Cinco Salas Unitarias
3. La Presidencia

La Sala Superior es el máximo órgano del Tribunal. Los Magistrados de la Sala Superior duran 7 años en su encargo, pudiendo ser reelectos por un periodo más idéntico, y son designados por el Gobernador de Estado y ratificados por las dos terceras partes de los miembros presentes durante la sesión de ratificación, del Congreso del Estado.

### Sala Superior
| Cargo                 | Propietario            | Periodo para el que fue designado | Periodo para el que fue designado | Periodo para el que fue designado | Gobernador que lo designó    |
| --------------------- | ---------------------- | --------------------------------- | --------------------------------- | --------------------------------- | ---------------------------- |
| Magistrado Presidente | Jorge Abdo Francis     | 7 años                            | 1 de enero de 2019                | 31 de diciembre de 2025           | Adan Augusto López Hernández |
| Magistrado            | Rúrico Domínguez Mayo  | 7 años                            | 1 de enero de 2019                | 31 de diciembre de 2025           | Adan Augusto López Hernández |
| Magistrada            | Denisse Juárez Herrera | 7 años                            | 24 de agosto de 2017              | 23 de agosto de 2024              | Arturo Núñez Jiménez         |

| Cargo                 | Propietario                 | Periodo para el que fue designado | Periodo para el que fue designado | Periodo para el que fue designado | Gobernador que lo designó |
| --------------------- | --------------------------- | --------------------------------- | --------------------------------- | --------------------------------- | ------------------------- |
| Magistrado Presidente | José Alfredo Celorio Méndez | 7 años                            | 24 de agosto de 2017              | 23 de agosto de 2024              | Arturo Núñez Jiménez      |
| Magistrado            | Oscar Rebolledo Herrera     | 7 años                            | 24 de agosto de 2017              | 23 de agosto de 2024              | Arturo Núñez Jiménez      |
| Magistrada            | Denisse Juárez Herrera      | 7 años                            | 24 de agosto de 2017              | 23 de agosto de 2024              | Arturo Núñez Jiménez      |